# 투트 휘슬 플런크 앤드 붐
투트 휘슬 플런크 앤드 붐(Toot Whistle Plunk and Boom)은 미국에서 제작된 워드 킴볼, 찰스 A. 니콜스 감독의 1953년 애니메이션, 코미디, 가족 영화이다. 월트 디즈니 애니메이션 스튜디오가 제작했다.
와이드스크린 시네마스코프로 촬영하고 개봉한 최초의 디즈니 카툰이며 1954년 아카데미상 시상식에서 아카데미 단편 애니메이션상을 수상했다.